# Shannonomyia (Shannonomyia) justa
Shannonomyia (Shannonomyia) justa is een tweevleugelige uit de familie steltmuggen (Limoniidae). De soort komt voor in het Neotropisch gebied.